# Der Bucklige von Rom
Der Bucklige von Rom (Originaltitel Italien: Il gobbo, alternativ Il gobbo di Roma, Originaltitel Frankreich: Le bossu de Rome) ist ein in italienisch-französischer Koproduktion entstandenes Filmdrama aus dem Jahr 1960 von Carlo Lizzani. Der titelgebende „Bucklige“ wird von Gérard Blain gespielt, die Frau, die ihm zum Schicksal wird, von Anna Maria Ferrero. In tragenden Rollen sind Bernard Blier, Ivo Garrani und Pier Paolo Pasolini zu sehen.

## Handlung
Ein junger Italiener, der bucklige Alvaro, schließt sich 1944 den antifaschistischen Partisanen an, zu deren Anführer er im Kampf gegen die Faschisten alsbald wird. Die Sabotageakte gegen die deutschen Besatzer sind diesen ein Dorn im Auge, da sie der Männer nicht habhaft werden können. Einer von ihnen jedoch hat ein Merkmal, das ihn unverkennbar macht, einen Buckel. So wird Alvaro zum am meisten gesuchten Mann für die Deutschen. Unterstützt werden sie dabei von dem faschistischen Polizeichef von Rom, einem Kolloborateur der alles daransetzt, Alvaro zu fassen. Zusammen mit zwei seiner Kumpane bringt der Bucklige Ninetta, die Tochter des Mannes, in seine Gewalt und vergewaltigt sie. Hinterher tut es ihm plötzlich leid und er verbietet seinen Begleitern, ebenfalls Hand an Ninetta zu legen, was diese zutiefst erzürnt.
Nur wenig später gelingt es Alvaro in ein deutsches Waffendepot einzudringen und Waffen und Munition an sich zu bringen. Bei seinem Rückzug wird er jedoch von der Kugel eines Wachtposten verwundet, woraufhin er zu Ninetta in deren Elternhaus flüchtet. Die junge Frau versteckt ihn auf dem Dachboden. Ninettas Vater, der den ungebetenen Gast fast entdeckt hätte, wird einige Zeit später auf offener Straße ermordet. Der Bucklige als Anführer der Widerstandskämpfer hat den Kollaborateur erschossen als Vergeltung für sein brutales Verhalten gegenüber den im Untergrund agierenden antifaschistischen Freiheitskämpfern.
Die Faschisten können Alvaro jedoch kurz darauf in ihre Gewalt bringen, und foltern ihn, um ihm die Namen seiner Komplizen zu entlocken. Der Bucklige schweigt jedoch hartnäckig. Nach nur kurzer Haft gelingt es ihm dann seine Peiniger zu überlisten und auf fast selbstmörderische Art zu entkommen.
Nur wenige Monate später zeichnet sich die Niederlage der Achsenmächte ab und die Stadt untersteht vorerst einmal der amerikanischen Besatzungsmacht. Vieles verkehrt sich jetzt ins Gegenteil. Ninetta wird von ehemaligen politischen Gegnern ihres Vaters aus der Villa geworfen und ist auf einmal mittel- und obdachlos. All jene, die damals dem Faschismus huldigten, gehören nun zu den Verlierern. Es dauert nicht lange, bis die junge Italienerin jeden Halt verloren hat und ihren Körper vornehmlich an amerikanische Soldaten verkauft. Alvaro möchte Ninetta gern helfen, doch all seine Ratschläge und Versuche insoweit prallen an dem Mädchen ab. Das ist für ihn umso schlimmer, als er die junge Frau, der er einst Gewalt antat, inzwischen wirklich liebt.
Und wieder wird Alvaro sein Jähzorn zum Verhängnis. Als er der Aufforderung der Amerikaner nicht nachkommt, seine Waffen abzuliefern, da die Waffen der Bevölkerung Roms beschlagnahmt seien, und ihn ein amerikanischer Soldat zur Abgabe zwingen will, erschießt er ihn. Das ist jedoch nur der Anfang, denn nun gibt es kein Halten mehr. Bei seinen Raubzügen, die er mit seiner ins Leben gerufenen Bande ausführt, schreckt der Bucklige auch nicht davor zurück, zu töten. Er rechtfertigt das damit, dass er etwas Gutes tue, da er einen Großteil seiner Beute den Armen und Notleidenden in Roms Vorstädten zukommen lässt. Die Schlinge um seinen Hals zieht sich jedoch langsam zu, die Polizei zieht das Netz um Alvaro und seine Bande immer dichter. Bei einer groß angelegten Razzia ist es dann soweit. Zwar gelingt es dem Buckligen mit Ninettas Unterstützung sich der Festnahme noch einmal durch Flucht zu entziehen, aber nur wenig später wird das Pärchen von der Polizei umstellt und nicht nur Alvaro, sondern auch Ninetta bei einem Schusswechsel tödlich getroffen.

## Produktion

### Hintergrund
Der Film basiert lose auf der Lebensgeschichte von Giuseppe Albano (1926–1945), der tatsächlich zusammen mit anderen im römischen Widerstand gegen die deutschen Besatzer tätig war. Den Männern gelangen diverse Sabotageakte. Albano litt an Kyphose. Schon früh wurde er für seinen Mut bekannt, was sich auch in seiner Partisanentätigkeit bestätigte. In dieser Zeit war er für die Schwachen ihr Verteidiger und eine Art Rächer. Albano fand am 16. Januar 1945 nach einer Schießerei mit der Polizei den Tod.

### Veröffentlichung
Der Film hatte am 1. Dezember 1960 in Italien Premiere. In Japan war er im September 1961, in Schweden, Dänemark und Mexiko 1962 und in den USA im August 1963 zu sehen. In Spanien (Madrid) wurde er im Mai 1970 veröffentlicht. Ebenso lief er in Brasilien, Finnland, Frankreich, Griechenland und der Türkei.
In der Bundesrepublik Deutschland wurde er am 22. Juni 1961 unter dem Titel Der Bucklige von Rom veröffentlicht; der internationale Titel ist The Hunchback of Rome.

## Kritik
Das Lexikon des internationalen Films urteilte: „Ein wochenschauhaft, bisweilen plakathaft grell inszenierter Film, der als sozialkritisches Zeitbild nur streckenweise zu interessieren vermag, da er ins Reißerische und Romantische abgleitet.“
Das Österreichische Filmmuseum lobte: „Carlo Lizzani at his best: kommunistisch-neorealistische Geschichtsaufarbeitung als Pre-Code-Warner-Bros.-Sozialreißer, mit Gérard Blain in seiner wohl rasendsten, verzweifeltsten Performance und einem großartigen Pier Paolo Pasolini als Partisan, der, folterverkrüppelt, vor lauter Lebensekel nur noch zum Luden taugt.“
Die Zeit befand, dass die im Presseheft des Verleihs gewählte Bezeichnung, der Protagonist dieses Films sei „eine typische Rebellennatur“, zutreffend sei. Auch wenn Regisseur Carlo Lizzani das nicht wahrhaben wolle, stimme es leider dennoch. „Nicht die Geschichte eines willensstarken und bewußten Widerstandskämpfers und Revolutionärs, der sich ob scheinbar unlösbarer privater Konflikte und enttäuschter politischer Hoffnungen zum haltlosen Revoluzzer und Gangster wandelt, [werde] hier erzählt.“ Auch wenn dieses Thema Lizzani vorgeschwebt haben möge, werde es „verschenkt zugunsten der gleichermaßen knallhart wie undistanziert erzählten Geschichte eines jungen Mannes, der im Kampf gegen die Faschisten vor 1945 ebenso wie in der blinden Rebellion gegen die amerikanischen Befreier von 1945 stets nur die Möglichkeit sieht, sich, den Buckligen, als ganzen Mann zu bewähren und als verkannten Weltverbesserer herauszustellen.“ Abschließend hieß es, der Betrachter des Films werde „so unbelehrt“ zurückgelassen, „wie es der Bucklige schon zu Beginn des Films“ gewesen sei.

## Synchronisation
Ivo Garrani wird in der deutschsprachigen Fassung von Arnold Marquis gesprochen.

## Auszeichnungen (Auswahl)
- Globo d’oro
  - 1961: Spezialpreis der Jury für Anna Maria Ferrero für ihre Darstellungskunst
- Sindacato Nazionale Giornalisti Cinematografici Italiani
  - 1961: Anna Maria Ferrero nominiert für den Silver Robbon in der Kategorie „Beste Schauspielerin“